# Dikran Daderian
Dikran Daderian, né à Beyrouth (Liban) le 29 octobre 1929, est un peintre abstrait libanais appartenant à la nouvelle École de Paris.

## Biographie
Dikran Daderian naît en 1929 à Beyrouth dans une famille arménienne et passe son enfance à Zahlé où il fréquente l’école Baleghian. Il fait ses études secondaires à l'Institut Melkonian à Nicosie (Chypre). puis suit pendant deux ans des études de pédagogie. 
Dikran Daderian rentre ensuite au Liban où il enseigne durant deux ans, jusqu'à sa rencontre avec le peintre Georges Cyr, attaché à la mission culturelle de France à Beyrouth avec qui il organise l’exposition Dessins d’enfants libanais au Centre culturel français. 
Sur les conseils de Georges Cyr il arrive en 1953 à Paris et s'y installe définitivement. Il fréquente l’atelier de gravure sur bois de l'École nationale supérieure des beaux-arts, l’Académie Ranson, l'Académie de la Grande-Chaumière et l'Académie Goetz, et fait alors la connaissance de nombreux artistes contemporains, notamment Tutundjian, Bryen, Le Moal, Vieira da Silva.
À partir de 1957, il réalise de nombreuses expositions particulières et il participe à de nombreuses expositions collectives ainsi qu'au Salon Comparaisons, au Salon des réalités nouvelles, au Salon de mai et au Salon des surindépendants.
Après y avoir enseigné l'Académie, il reprend en 1983 l'Académie Goetz qui devient l’Académie Goetz-Daderian.

## Réception critique
Bertrand Lorquin: « Depuis de nombreuses années, le peintre Dikran Dadérian poursuit une œuvre où l’on retrouve son goût du brocart, des tissus richement ornés qui seraient le point de départ d’une abstraction fondée sur les rapports subtils qui existent entre des rapports de tons comme on l’obtient dans l’art du tissage. »

## Expositions particulières
- 1957 : galerie de Beaune, Paris (préface de Henri Goetz.
- 1958 : galerie de Beaune, Paris ; galerie Camille Renault, Puteaux.
- 1959 : galerie Camille Renault, Puteaux (préface de Philippe d’Arschot) ; galerie de Beaune, Paris (préface de Ph. d’Arschot).
- 1961 : Centre culturel Français, Beyrouth (préface de Ph. d’Arschot).
- 1962 : galerie Kerchache, Paris (préface de J.-P. Lang).
- 1965 : galerie de Beaune, Paris (préface de Roger van Gindertael.
- 1966 : galerie 9, Paris.
- 1967 : galerie Manoug, Beyrouth (préface de A. Wassak).
- 1968 : galerie Michel Columb, Nantes (préface de Frank Elgar).
- 1970 : galerie Connaissance de l'Est, Paris (préface Salah Stétié).
- 1971 : Studio 27, Beyrouth (préface de C. A. Galperine).
- 1974 : galerie Maître Albert, Paris ; Centre d'Art Alex Manoukian, Beyrouth.
- 1976 : Centre d'Art Alex Manougian, Beyrouth (préface de Georges Pillement) ; galerie Le Vieux Moulin, Vallauris.
- 1979 : galerie Chapon, Bordeaux.
- 1980 : galerie Plantin Moretus, Paris.
- 1981 : galerie Chapon, Bordeaux.
- 1983 : galerie Chapon, Bordeaux ; galerie Le Pantographe, Lyon.
- 1984 : galerie Camille Renault, Puteaux (préface de Henri Raynal) ; galerie le Panthographe, Lyon (préface de J.-J. Scherrer).
- 1985 : galerie Chapon, Bordeaux.
- 1987 : galerie Arys, Paris ; galerie Praestgaarden, Dannemare, Danemark.
- 1988 : galerie le Panthographe, Lyon (préface de Jean-Marie Dunoyer ; galerie l'Embellie, Montreux, Suisse.
- 1990 : galerie de Navarre, Paris (préface de Dora Vallier, texte de Henri Raynal) ; galerie du Verneur, Pont-Aven.
- 1991 : Fondation Firmin Bauby, Perpignan ; musée Hyacinthe-Rigaud, Perpignan ; musée de Saint-Lo (préface J.-L. Dufresne, texte de Henri Raynal) ; galerie de Navarre, Paris.
- 1992 : galerie du Verneur, Pont-Aven ; galerie Leila Mordoc, Paris.
- 1993 : Centre culturel du 16e arrondissement, Paris.
- 1994 : galerie Leila Mordoc, Paris.
- 1996 : galerie Estève, Paris.
- 1997 : Fondation Taylor, Paris.
- 1999 : galerie Médiane, Paris ; galerie J.E. Bernard, Avignon.
- 2004 : galerie Noah’s Ark, Beyrouth.
- 2009 : 50 ans de création, de Zahlé à Paris, Cour 16, Paris.
- 2012 : Dikran Dadérian, cinquante ans de création, Galerie Hamazkayin, Beyrouth (préface de Catherine Gil Alcala).

## Collections publiques
- Arménie :
  - Musée d'Art moderne, Erevan.
- France :
  - Charleville-Mézières, musée Rimbaud.
  - Paris
    - Musée d'Art moderne de Paris : Composition, 1974, triptyque, acrylique sur toile, 100 × 81 cm, numéro d’inventaire : AMVP 1993.
    - Mobilier national : Accomplissement, tapisserie de lice, 1991, 2,94 × 2,28 m, numéro d’inventaire GMTT-1197-000
    - Bibliothèque nationale de France : 20 estampes.

  - Villefranche-sur-Mer, Musée Goetz-Boumeester.
- Portugal :
  - Fondation Calouste-Gulbenkian, Lisbonne : Jardin, 1977, huile sur toile.

## Illustration
- Kjell Askildsen, Les dernières notes de Thomas F. et autres nouvelles, frontispice de Dikran Dadérian, Amiot-Lenganey, 1992.

#### Catalogues
- Philippe d'Arschot, Daderian, souveraineté de la lumière, Paris, Éd. de Beaune, 1960, 12 p.
- Henri Raynal, Que la voix des couleurs, dans Dikran Daderian, Paris, Galerie Camille Renault, 1984 ; repris dans Dikran Daderian, par Dora Vallier, Paris, 1990, Galerie de Navarre, 1990.
- Henri Raynal, « Fidélité de Dadérian », in Dikran Dadérian, Saint-Lô, musée des Beaux-Arts, 1991.
- Atelier Dikran Daderian, Paris, Ader-Nordmann, Drouot-Richelieu, vente du 1er mars 2017.

#### Ouvrages généraux
- Bénézit, Dictionnaire critique et documentaire des peintres sculpteurs dessinateurs et graveurs, Gründ, 1999